# Anonconotus alpinus
Anonconotus alpinus är en insektsart som först beskrevs av Yersin 1858.  Anonconotus alpinus ingår i släktet Anonconotus och familjen vårtbitare. Inga underarter finns listade i Catalogue of Life.

## Bildgalleri

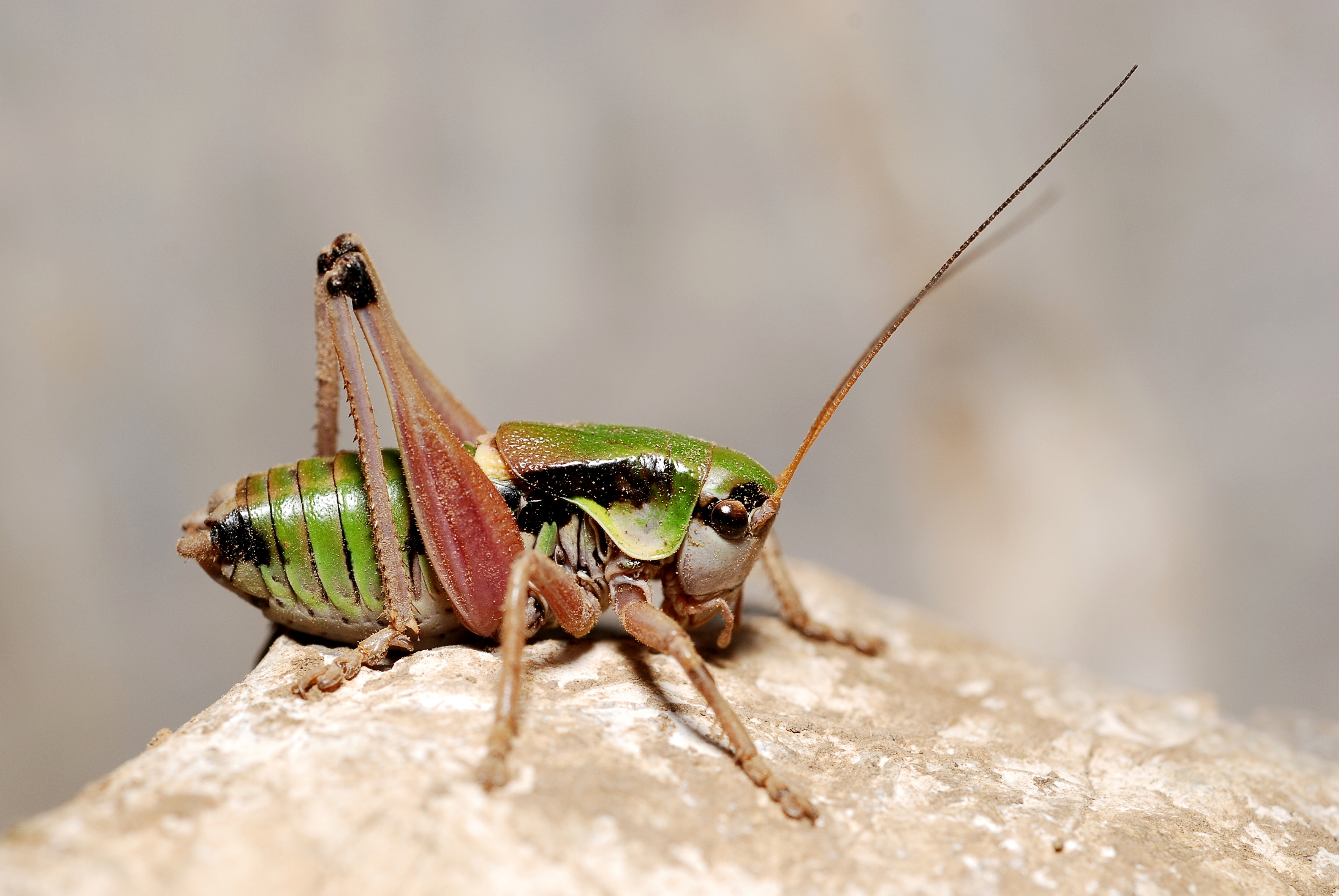
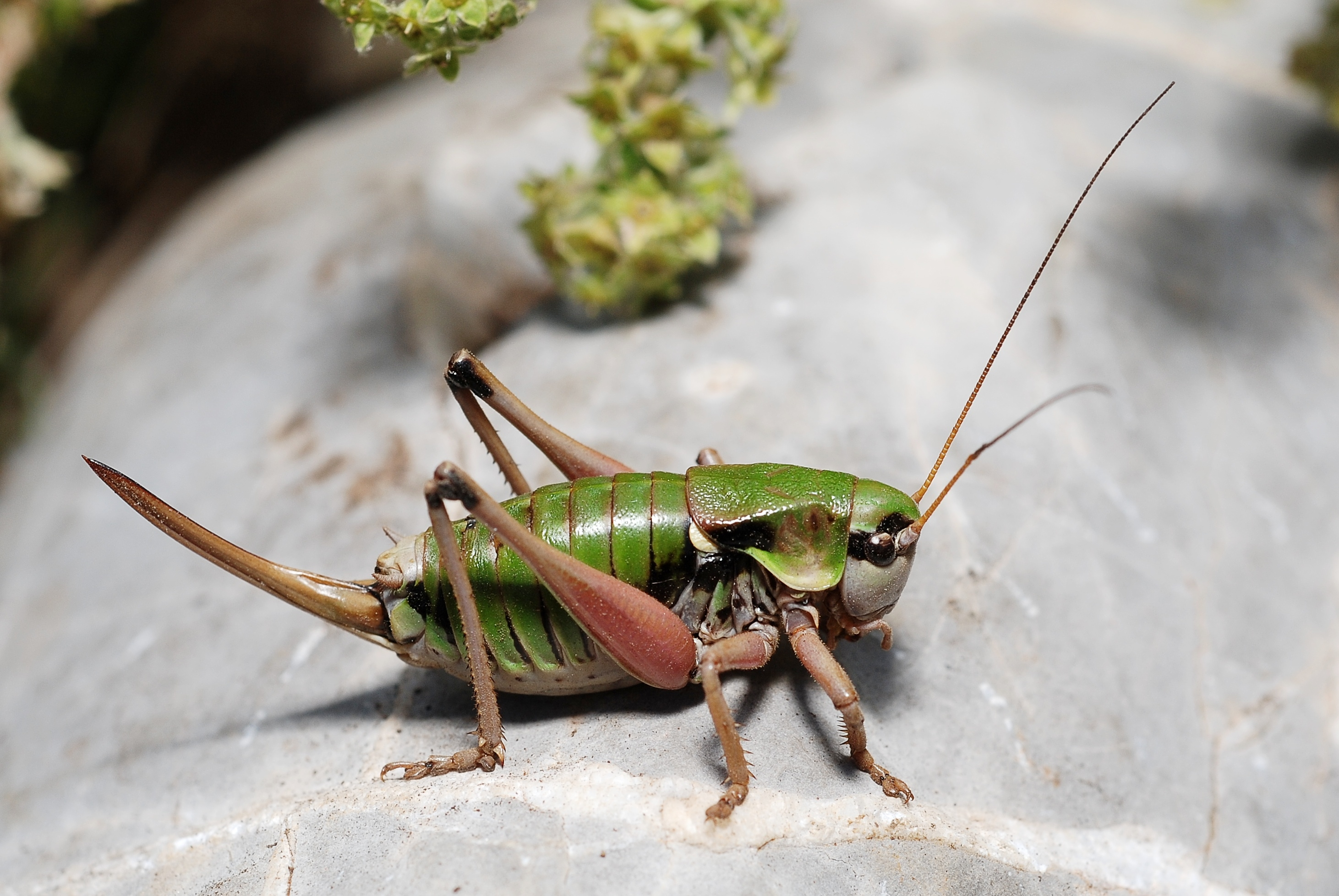
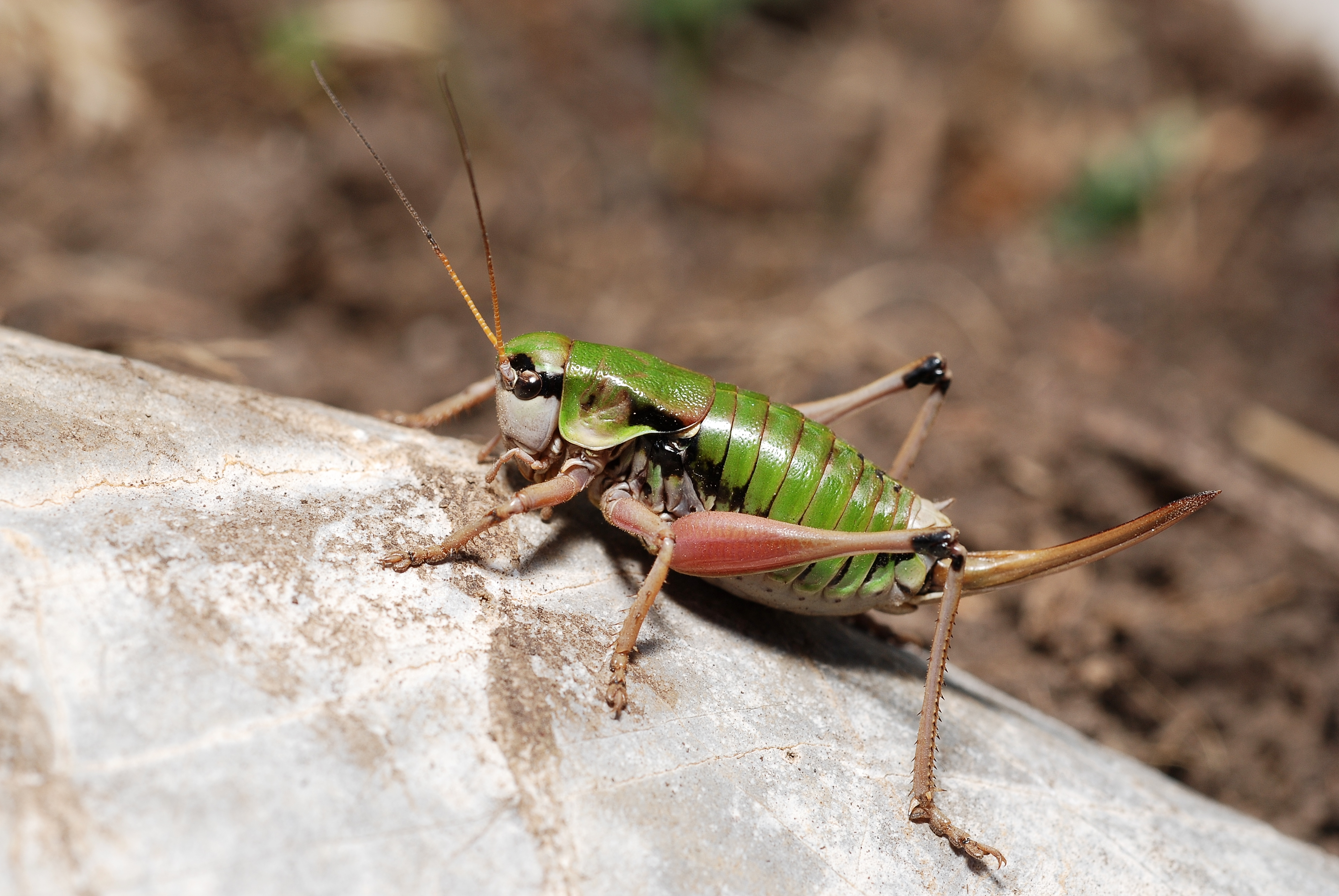
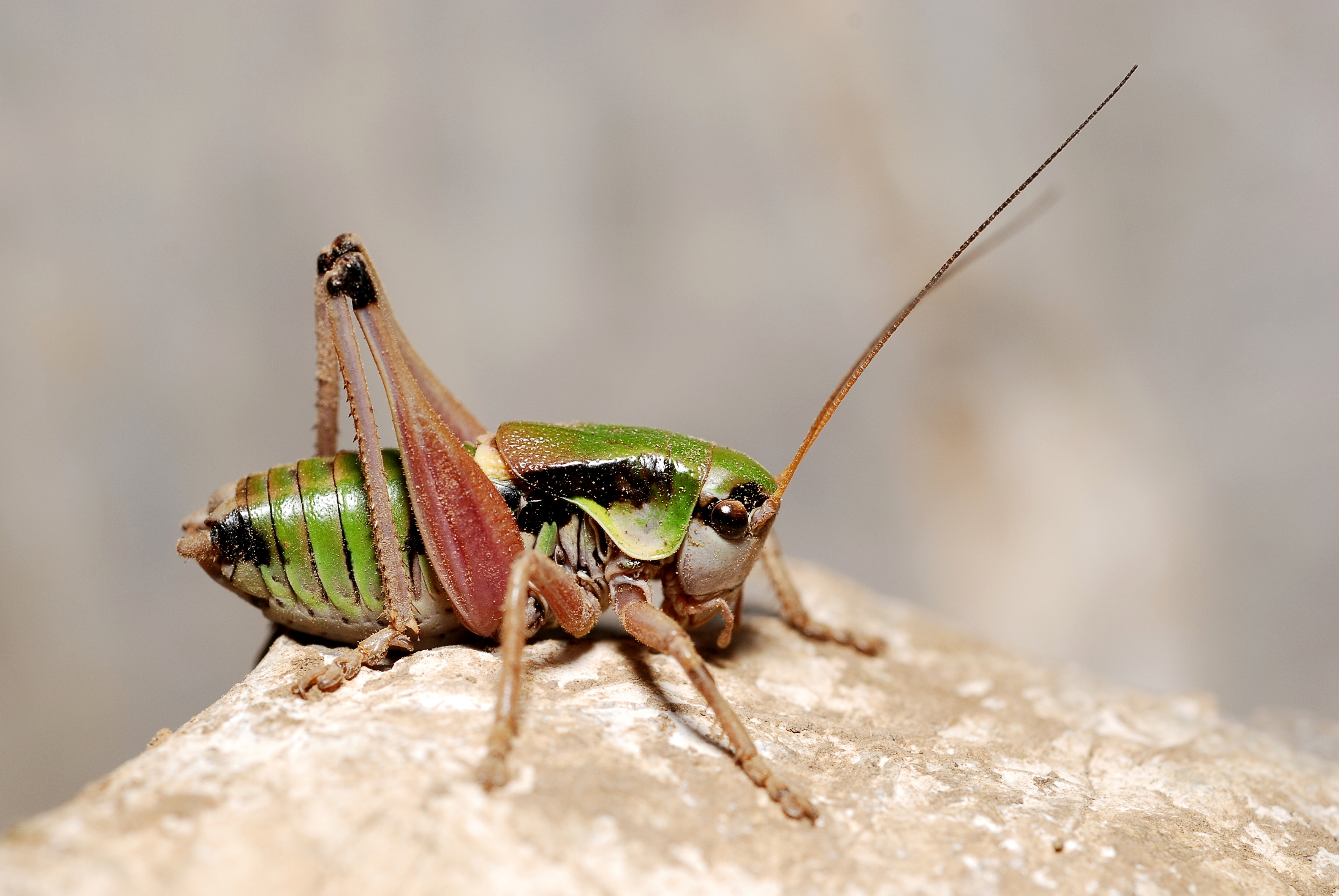
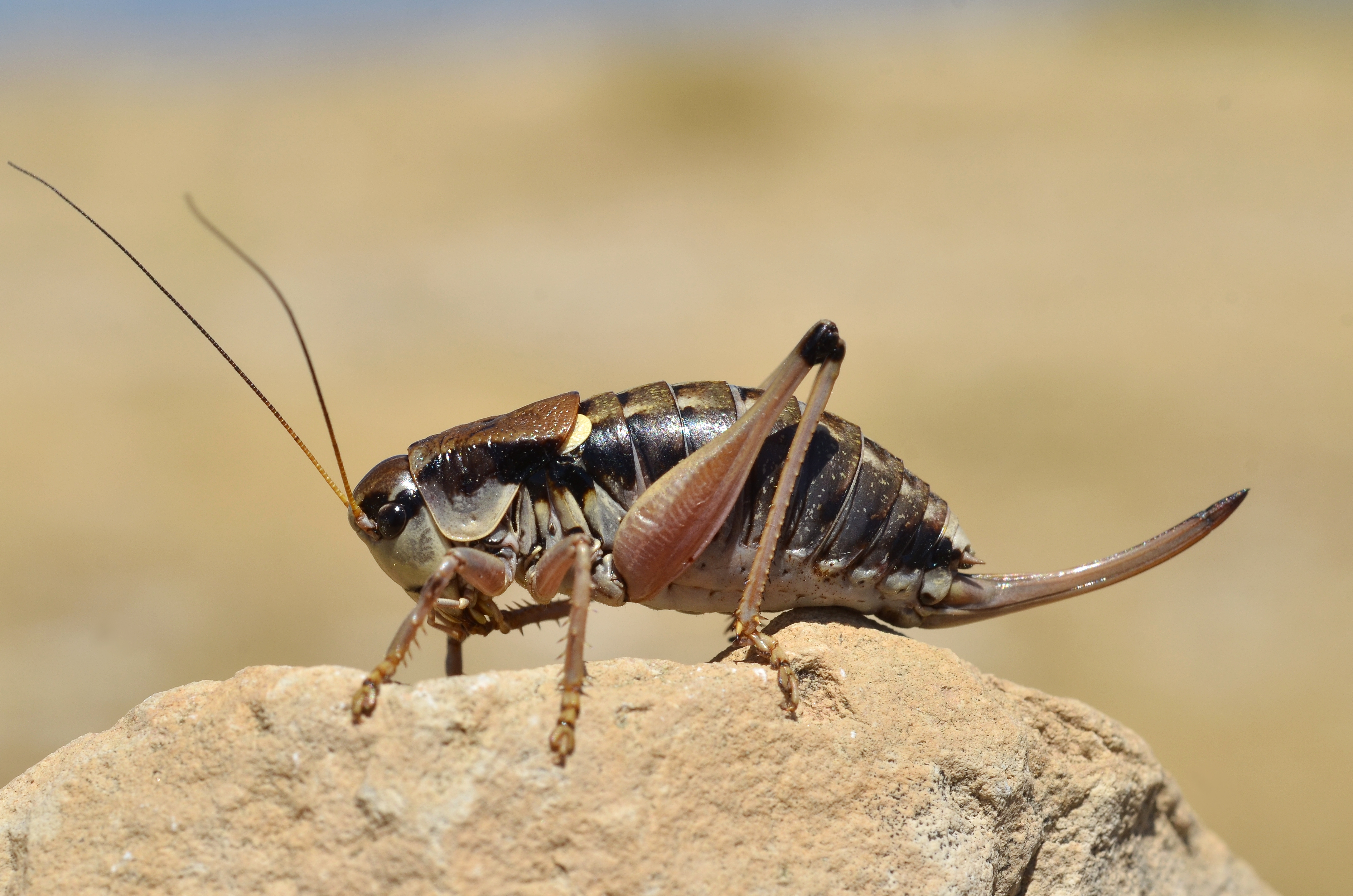